# Бучалы (Львовская область)
Буча́лы (укр. Бучали) — село в Комарновской городской общине Львовского района Львовской области Украины.
Население по переписи 2001 года составляло 1345 человек. Занимает площадь 10,7 км². Почтовый индекс — 81560. Телефонный код — 3231.